# Ultimul împărat
Ultimul împărat (în italiană L'ultimo imperatore) este un film epic biografic britanico-italian din 1987 despre viața lui Pu Yi, ultimul Împărat al Chinei, a cărui autobiografie a fost baza pentru scenariul scris de Mark Peploe și Bernardo Bertolucci. Produs independent de Jeremy Thomas, acesta a fost regizat de Bertolucci și lansat în 1987 de către Columbia Pictures. 
Din distribuție fac parte Joan Chen, Peter O'Toole, Ruocheng Ying, Victor Wong, Dennis Dun, Ryuichi Sakamoto, Maggie Han, Ric Tineri, Vivian Wu, Chen Kaige. Acesta a fost primul film din Occident căruia i s-a permis filmarea în Orașul Interzis din Beijing de către Republica Populară Chineză. Acesta a câștigat nouă Premii Oscar, inclusiv Cel Mai bun film și Cel mai bun regizor.

## Legături externe
- The Last Emperor la Internet Movie Database
- The Last Emperor la Rotten Tomatoes
- The Last Emperor la Metacritic